# Spooky Tooth
A Spooky Tooth brit rockegyüttes volt, amely 1967-től 1974-ig működött. Ezután többször is összeálltak az évek alatt.

## Története
1967-ben alakultak Carlisle-ban. A Spooky Tooth megalakulása előtt alapító tagjai az Art (korábban The V.I.P.'s) tagjai voltak. Miután ez feloszlott, a tagok (Luther Grosvenor, Mike Harrison, Mike Kellie és Greg Ridley) összefogtak az amerikai zenésszel, Gary Wright-tal, és így 1967 októberében megalakult a Spooky Tooth. Wright-ot Chris Blackwell, az Island Records alapítója mutatta be az Art tagjainak.
Első nagylemezük 1968-ban jelent meg az Island Records gondozásában.
Második nagylemezük 1969 márciusában jelent meg, de eladás tekintetében ugyanolyan sikertelennek számított, mint az elődje. Ez volt az utolsó album a zenekar eredeti felállásával.
Ridley 1969-ben csatlakozott a Humble Pie-hoz, helyére Andy Leigh került. Harmadik nagylemezük ez év decemberében jelent meg, de kísérleti jellege miatt megosztotta a kritikusokat.
Az album megjelenése után Gary Wright elhagyta a zenekart. Harrison, Grosvenor és Kellie maradtak, és rögzítették negyedik lemezüket, amely 1970 júliusában jelent meg. A lemezen Joe Cocker együttesének tagjai játszottak.
1970 őszén európai turnéra indultak. Ezután feloszlottak, majd Harrison és Wright 1972 szeptemberében újraalakították az együttest, új felállással.
Ötödik nagylemezük 1973 májusában jelent meg, az Island Records gondozásában. Ugyanezen év novemberében megjelent a hatodik stúdióalbumuk is. Az album kudarcnak számított, így a zenekar 1974 novemberében feloszlott.

## A Spooky Tooth után
Mick Jones 1976-ban megalapította a Foreigner-t.
Grosvenor később a Stealers Wheel tagja lett, a hetvenes években pedig belépett a Mott the Hoople-ba, ahol Mick Ralphs-ot váltotta le. Ralphs pedig megalapította a Bad Companyt. Grosvenor 2005-ben megalapította a The Ariel Bender Band-et, amellyel a mai napig játszik, bár csak időnként.
Kellie a hetvenes években a The Only Ones tagja lett, amellyel az 1980-as években is játszott. Az együttes 2007-ben újra összeállt.
Ridley a Humble Pie tagja lett. 2003. november 19.-én elhunyt a spanyol Alicantéban, tüdőgyulladás következtében. 56 éves volt.
Wright szóló karrierbe kezdett a hetvenes években, a rádióbarát Dream Weaver című dala pedig sláger lett.
Harrison, Grosvenor, Ridley és Kellie 1997-ben és 1998-ban időnként újból összeálltak a Spooky Tooth név alatt, 1999-ben pedig kiadtak egy új stúdióalbumot.
Harrison a Hamburg Blues Banddel játszott, és szerepelt a 2002-es Touch című lemezükön is.
2004 júniusában Harrison, Wright és Kellie újból összeálltak a Spooky Tooth név alatt, Joey Albrecht gitárossal és Michael Becker basszusgitárossal kiegészülve. Két koncertet tartottak Németországban, amelyről 2007-ben DVD készült.
2006-ban Harrison új szóló albumot jelentetett meg Late Starter címmel.
2008 februárjában a Spooky Tooth új felállása: Harrison, Wright, Kellie, Steve Ferris gitáros (a Mr. Mister-ből) és Shem von Schroeck basszusgitáros koncerteket tartottak Európában. 2009. május 29.-én ugyanez a felállás turnézott az Island Records ötvenedik évfordulóján, ezután ez év júniusában Németországban koncerteztek. (Kellie helyére Tom Brechtlein dobos került.)
2012-ben Mike Kellie elkezdett dolgozni a szóló albumán. Kellie 2017. január 18.-án elhunyt, 69 éves korában. 2018. március 25.-én Mike Harrison is elhunyt, 72 éves korában.

## Tagok
- Luther Grosvenor - gitár (1967–70, 1998–99)
- Mike Harrison - ének, billentyűk (1967–70, 1972–74, 1998–99, 2004, 2008–09; 2018-ban elhunyt)
- Mike Kellie - dob (1967–70, 1973–74, 1998–99, 2004, 2008–09; 2017-ben elhunyt)
- Greg Ridley - basszusgitár (1967–69, 1998–99; 2003-ban elhunyt)
- Gary Wright - billentyűk (1967–70, 1972–74, 2004, 2008-09)
- Andy Leigh - basszusgitár (1969–70)
- Henry McCullough - gitár (1970; 2016-ban elhunyt)
- Alan Spenner - basszusgitár (1970; 1991-ben elhunyt)
- John Hawken - billentyűk (1970)
- Steve Thompson - basszusgitár (1970)
- Bryson Graham - drums (1972–73, 1974; 1993-ban elhunyt)
- Ian Herbert - basszusgitár (1972–73)
- Mick Jones - gitár (1972–74)
- Chris Stewart - basszusgitár (1973–74; 2020-ban elhunyt)
- Val Burke - basszusgitár, ének (1974)
- Mike Patto - ének, billentyűk (1974; 1979-ben elhunyt)
- Joey Albrecht - gitár (2004)
- Michael Becker - basszusgitár (2004)
- Steve Farris - gitár (2008–09)
- Shem von Schroeck - basszusgitár (2008–09)
- Tom Brechtlein - dob (2009)

## Diszkográfia
- 1968: It's All About (1971-ben újra kiadták Tobacco Road néven, a "Too Much Of Nothing" című dal helyére a "The Weight" került)[14]
- 1969: Spooky Two
- 1969: Ceremony (Pierre Henry-vel)
- 1970: The Last Puff
- 1973: You Broke My Heart So I Busted Your Jaw
- 1973: Witness
- 1974: The Mirror
- 1999: Cross Purpose